# 浙江轨道集团
浙江省轨道交通运营管理集团有限公司，简称浙江轨道集团，于2017年5月19日成立，是未来参与浙江省都市圈城际铁路运营和管理的公司，同时负责浙江省内铁路建设、铁路资产管理等业务。

## 背景
一直以来，中国大陆的铁路建设基本上由原铁道部和现在的国铁集团主导，中国各级地方政府大多做的是做的大多是配合工作。例如，浙江省国有资产管理委员会持有的原浙江省铁路投资集团（已重组为新的浙江省交通投资集团，简称“浙江交投”）在浙江省的大部分铁路项目中只是派出少数专业人士到各项目公司担任代表，唯一控股的只有金温铁道公司。2013年，中国国务院发布《关于改革铁路投融资体制加快推进铁路建设的意见》，明确提出向各级地方政府和私营公司放开城际铁路、市域（郊）铁路、资源开发性铁路和支线铁路的所有权、经营权。
作为首条由私有企业控股的高速铁路，杭绍台城际铁路在筹划阶段，就出现了自主运营的主张，浙江省人民政府在设计PPP方案时也表示由项目公司“自主定价、自主建设、自主运营、自负盈亏”。然而，国铁集团向浙江省施压，最终取得了该项目的建设权，以及线路通车初期的运输和管理权。至此，杭绍台城际铁路的自主运营被搁置。
浙江省“十三五规划”发布后，浙江交投负责建设的轨道交通项目达到了17个，共2291公里。为运营和管理这些未来的轨道交通线路，浙江省人民政府提出了组建省级轨道交通运营公司的计划。

## 历史
2017年，浙江交投联合杭州地铁集团、中国中铁、中国铁建、中国中车共同成立了浙江轨道集团，浙江交投为控股公司，希望能打造全浙江省城际轨道交通的统一运营和管理企业。同年7月3日，浙江轨道集团举行成立仪式，浙江省副省长高兴夫和国家铁路局副局长刘克强参加，刘克强为本公司授牌。高兴夫在成立仪式上强调，这个公司将成为“（浙江）全省轨道交通统一运营管理的平台”；刘克强表示，浙江轨道集团是全中国首个省级轨道交通统一运营、管理的平台。2019年5月22日，港鐵公司入股本公司。
2020年6月30日，浙江轨道集团与浙江杭海城际铁路有限公司在海宁盐官车辆段正式签订《杭海城际铁路委托运营协议》，确定杭海城际交由浙江轨道集团自主运营；这将是浙江轨道集团自主运营的第一条城际铁路项目。浙江轨道集团亦已与温州市签订协议，将合资组建温州市域铁路的公司，负责温州市域铁路S1线的运营管理。8月22日，根据温州市域铁路S1线一期工程PPP项目协议，公司控股的浙江幸福轨道交通运营管理有限公司正式注册成立。台州、嘉兴、湖州等市也明确表示支持将本市境内的市域、市郊铁路交由省轨道运营集团统一管理。
2020年，浙江轨道集团宣布将开发“智慧车站”，并在之后运用在杭海城际铁路的车站上。
浙江轨道集团目前尚未取得国家铁路局颁发的铁路运输许可证，但是同样在浙江交投旗下的金温铁道公司在1998年就取得了普速铁路的运营许可，预计本公司将在管理整合后，使用金温公司的许可，解决运营资质的问题。

## 子公司

### 轨道交通运营
浙江轨道集团持有浙江幸福轨道交通65%的股份，另35%由“温州市铁路与轨道交通投资集团”持有，幸福轨道交通运营温州市域铁路S1线。
2018年7月25日，海宁分公司成立。海宁运营公司运营杭海城际。
另外下辖申浙数智轨道科技有限公司。

### 铁路建设板块
下辖金台铁路有限责任公司、湖杭铁路有限公司、浙江杭温铁路有限公司、浙江衢丽铁路有限公司，4家公司既有运营及在建金台铁路、湖杭高铁、杭温高铁和衢丽铁路项目。

### 铁路资产管理
代管浙江省铁路发展控股集团（浙铁集团，原金丽温铁路有限责任公司），主要负责金温货线、金台铁路、湖杭铁路、九景衢铁路浙江段、衢宁铁路浙江段、金建铁路、金丽温铁路、杭黄铁路浙江段等路地合资、省方控股及PPP项目铁路的资产经营与管理。

## 对外交流
2019年1月8日，公司与浙江商业职业技术学院合作共建“浙江轨道交通学院”。同年10月11日，公司联合浙江师范大学共同发起的“浙江省轨道交通产教融合联盟”正式成立。 
2020年9月，浙江轨道集团和比亚迪签订轨道交通项目合作框架协议。